# Alexander Lernet-Holenia
Alexander Lernet-Holenia (1897–1976) byl rakouský spisovatel. Jeho romány byly například Baron Bagge, Count Luna a Vzkříšení Maltraverse.

## Dílo
- 1946 Alkestis[1]